# Колосек
Колосек је пут по коме се остварује железнички саобраћај. Чине га две шине на стандардном растојању (нормална ширина колосека 1435 mm), које су одговарајућим причврсним колосечним прибором повезане са попречно или подужно постављеним праговима, или су преко еластичних ослонаца положене на носећу чврсту подлогу (колосек без прагова).
Један или више колосека, по којима се одвија непрекидан и безбедан саобраћај возова унапред дефинисаном брзином саставни су део железничке пруге.
Железничка пруга је инжењерска конструкција, коју чине следећи елементи: доњи строј пруге, горњи строј пруге, телекомуникациона, сигнално-сигурносна, електровучна, електроенергетска и друга постројења и уређаји на прузи, опрема пруге, пословне зграде железнице са земљиштем, које служи тим зградама, земљишни пружни појас и ваздушни простор висине 12 m изнад горње ивице шине (ГИШ), односно 14 m изнад ГИШ-а код далековода напона преко 220 kV.
Доњи строј пруге чини: земљани труп, слој за заштиту планума од мраза и слој за ојачање планума (уколико су ови слојеви предвиђени), темељно тло и инжењерски објекти (мостови, вијадукти, пропусти, тунели, галерије, потпорни и обложни зидови и друго). Доњи строј омогућава да се попречни пресек железничке пруге прилагоди топографским условима, уз очување пројектоване нивелете пруге.
Горњи строј железничке пруге чине: шине, колосечни прибор, прагови, засторна призма од туцаника, или одговарајућа конструкција колосека на чврстој подлози. У ширем смислу горњи строј подразумева и сложене колосечне конструкције, као што су скретнице, укрштаји, окретнице, преноснице, исклизнице, колске ваге, дилатационе справе и друго.
Јасно је да између железничког возила и колосека (пута) постоји нераскидива међузависност, која се најочигледније манифестује на самом контакту точкова погонског осовинског склопа и шина. Узајамни однос точка и шине дефинише основе за реализацију вучне силе посредством приањања (адхезије).